# Nicopolis d'Épire
Vous lisez un « article de qualité » labellisé en 2005.
Pour les articles homonymes, voir Nicopolis.

Localisation de Nicopolis d'Épire parmi les fondations urbaines romaines en Grèce

Nicopolis d'Épire, Actia Nicopolis ou encore Nicopolis ad Actium (en grec ancien Νικόπολις / Nikópolis, littéralement « la cité de la victoire ») est une polis ou cité grecque en Épire romaine et byzantine fondée par Auguste pour commémorer sa victoire navale d'Actium contre Marc Antoine le 2 septembre 31 av. J.-C. à l'embouchure du golfe Ambracique. La ville est située sur l'isthme de la péninsule qui sépare le golfe ambracique de la mer Ionienne, à l'opposé du promontoire d'Actium, environ 6 km au nord de la ville moderne de Prévéza. Nicopolis a connu un développement florissant pendant la période romaine et l'Antiquité tardive, avant de péricliter à l'époque byzantine au profit de Naupacte.

## Histoire de la ville

### La fondation de la «cité de la victoire»

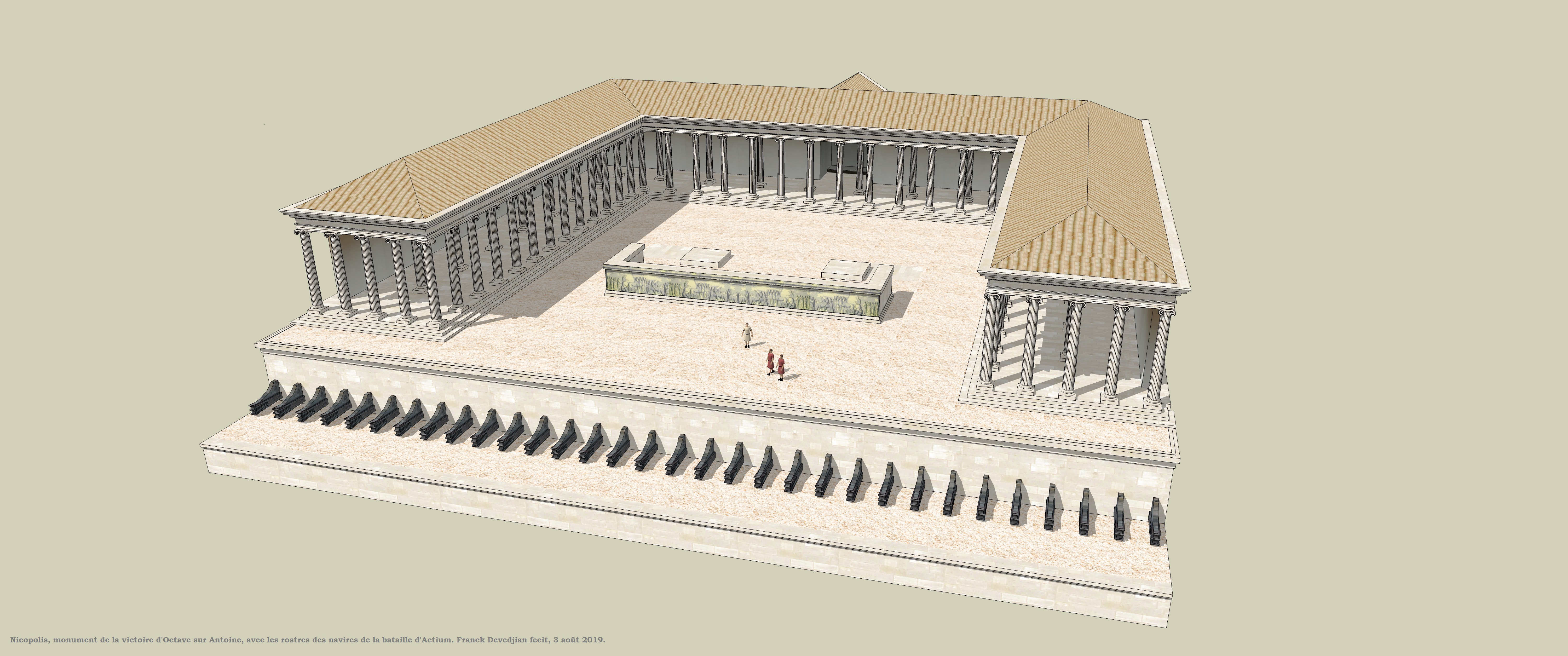
Grand autel de la Victoire d'Actium, à Nicopolis, avec les rostres des navires vaincus.

Bien que la bataille d'Actium proprement dite ait été plutôt confuse, et n'ait tourné à son avantage qu'en raison de la fuite prématurée d'Antoine et Cléopâtre, elle n'en permet pas moins à Octavien de devenir le seul maître du monde romain. C'est pour cette raison qu'il célèbre sa victoire avec un faste particulier lors de son retour à Rome, et qu'il entreprend d'en perpétuer le souvenir sur place par une série de trophées et de monuments dressés sur les lieux de la bataille, ou plutôt, puisqu'il s'agissait d'une bataille navale, à l'emplacement des camps fortifiés abritant les forces terrestres des belligérants. Sur le site de son propre quartier général, une colline au nord du village actuel de Smyrtoula, il fait ainsi construire un sanctuaire à Apollon, considéré comme son dieu tutélaire, et des trophées à deux autres dieux, Neptune et Mars, pour leur contribution à sa victoire.

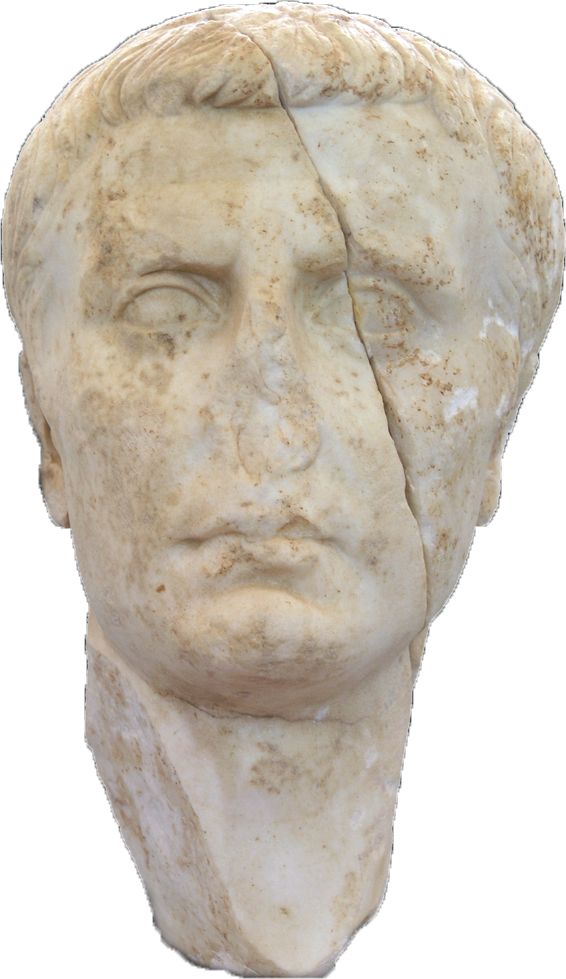
Buste d'Agrippa, général d'Octave à Actium, trouvé à Nicopolis (musée de Nicopolis).

Au sud du sanctuaire, il établit une nouvelle ville, baptisée Nicopolis, « cité de la victoire », reprenant ainsi une tradition remontant à Alexandre le Grand, plus récemment illustrée par Pompée, fondateur d'une Nicopolis en Petite Arménie (63 av. J.-C.). Au-delà du symbole politique, la fondation répond à une série d'objectifs clairs : assurer la domination romaine sur la région, qu'il s'agit simultanément de réorganiser et de revitaliser, car elle ne s'est jamais remise de sa destruction par Paul Émile à l'issue de la troisième guerre macédonienne (171-167 av. J.-C.) ; établir un centre commercial et portuaire important sur cette position stratégiquement située sur les routes maritimes méditerranéennes ; créer une capitale religieuse, un des hauts lieux du nouvel ordre impérial et du culte d'Auguste qui l'accompagne.
À la différence des autres fondations romaines en Grèce contemporaines de Nicopolis, telles Patras, Philippes, et en Épire même, Buthrote et Dyrrachium, la ville n'est pas — ou du moins pas seulement — une colonie romaine mais une cité libre, la civitas libera Nicopolitana, autrement dit une polis (une cité grecque), libre et autonome, liée à Rome par un traité (foedus) : sa création procède du synœcisme des cités voisines d'Épire et d'Étolie-Acarnanie, dont les populations sont déplacées pour venir peupler, probablement avec des colons et des vétérans de l'armée romaine, la nouvelle ville. L'originalité de l'opération, outre le fait que l'autorité romaine en soit l'instigatrice, tient en la très vaste zone concernée, et au nombre important de cités participantes : les sources mentionnent ainsi Cassopée, Ambracie, Anactorion, Alyxia, Argos Amphilochique, Thyrion, Oinéa, Palairos, Leucade et Calydon d'Étolie. Le territoire (chôra) de Nicopolis s'étend ainsi des rives de l'Achéloos à l'est, à l'île de Leucade comprise, au sud-ouest, du Thyamis au nord, au golfe de Patras au sud, et comprend l'essentiel des régions antiques de Thesprotie, Amphilochie, Dryopis et Acarnanie.

Localisation des cités grecques participant au synœcisme de Nicopolis

Nicopolis ne possède pas seulement un vaste territoire, mais aussi un prestige religieux sans égal dans la région, qui en fait une véritable capitale sacrée de la Grèce continentale : Octavien réorganise les Actia, les jeux locaux célébrés antérieurement par les Acarnaniens au sanctuaire d'Apollon Actios, et les transfère dans sa nouvelle ville. Ces concours stéphanites pentétériques, les Nea Actia, ont lieu dans les édifices de spectacle construits à cet effet dans le proasteion, le faubourg qui sépare la ville du nouveau sanctuaire d'Apollon. Considérés comme isolympiques, ils figurent parmi les manifestations de ce type les plus prestigieuses du monde romain, et sont encore célébrés au milieu du IIIe siècle, comme en témoigne une inscription du musée de Ioannina. Auguste modifie également l'organisation de l'amphictyonie delphique de façon à y donner la prééminence à Nicopolis : la nouvelle cité fait son entrée dans le conseil amphictyonique avec dix hiéromnémons sur vingt-quatre, en ayant hérité des représentants des Magnètes, Maliens, Ainianes, Phthiotes et Dolopes, qui en avaient deux chacun auparavant.

### Nicopolis à l'époque romaine

Plan d'ensemble de Nicopolis

Ainsi pourvue par son fondateur d'atouts considérables, la ville nouvelle se développe rapidement à l'époque romaine : Auguste lui-même l'a parée de monuments financés par le butin de la guerre, mais elle doit aussi beaucoup à l'évergétisme de son ami, le roi de Judée Hérode Ier. Les deux ports, l'un sur le golfe ambracique, probablement à Vathy, et l'autre sur la mer Ionienne à Komaros, assurent le développement commercial de la ville, construite sur le plan orthogonal propre aux fondations romaines de l'époque, et qui se signale par son étendue considérable (environ 180 ha).
On possède cependant peu d'informations sur l'histoire de la ville à l'époque romaine. Germanicus, en route vers la Syrie, visite la ville et y célèbre son second consulat en 18 ap. J.-C. L'empereur Néron s'y rend en 66, lors de sa tournée en Grèce, et se fait couronner dans l'épreuve de course de chars des Actia. Après 89, la ville gagne un résident de renom en la personne du philosophe stoïcien Épictète de Hiérapolis, qui s'y réfugie pour échapper à la persécution de l'empereur Domitien : il y fonde sa propre école, et sous le règne de Trajan compte parmi ses étudiants Arrien, grâce aux notes duquel on connaît sa philosophie. C'est sous le règne du même empereur, peu après 108, qu'il faut probablement placer la création de la province procuratorienne d'Épire, dont Nicopolis devient la capitale. Deux décennies plus tard, c'est au tour de l'empereur Hadrien de visiter la ville en compagnie de son épouse Sabine, à l'occasion de son second voyage en Orient (128-134). Le couple impérial est reçu avec les plus grands honneurs : de petits autels élevés dans la ville attestent d'un culte rendu à Hadrien et à Sabine, assimilés respectivement à Zeus Dodonaios, la divinité la plus importante d'Épire, et à Artémis Kelkaia, une manifestation de la déesse inconnue en dehors de Nicopolis, mais qui devait y tenir une place importante. Hadrien profite de son séjour pour faire construire un temple à son protégé défunt, Antinoüs.

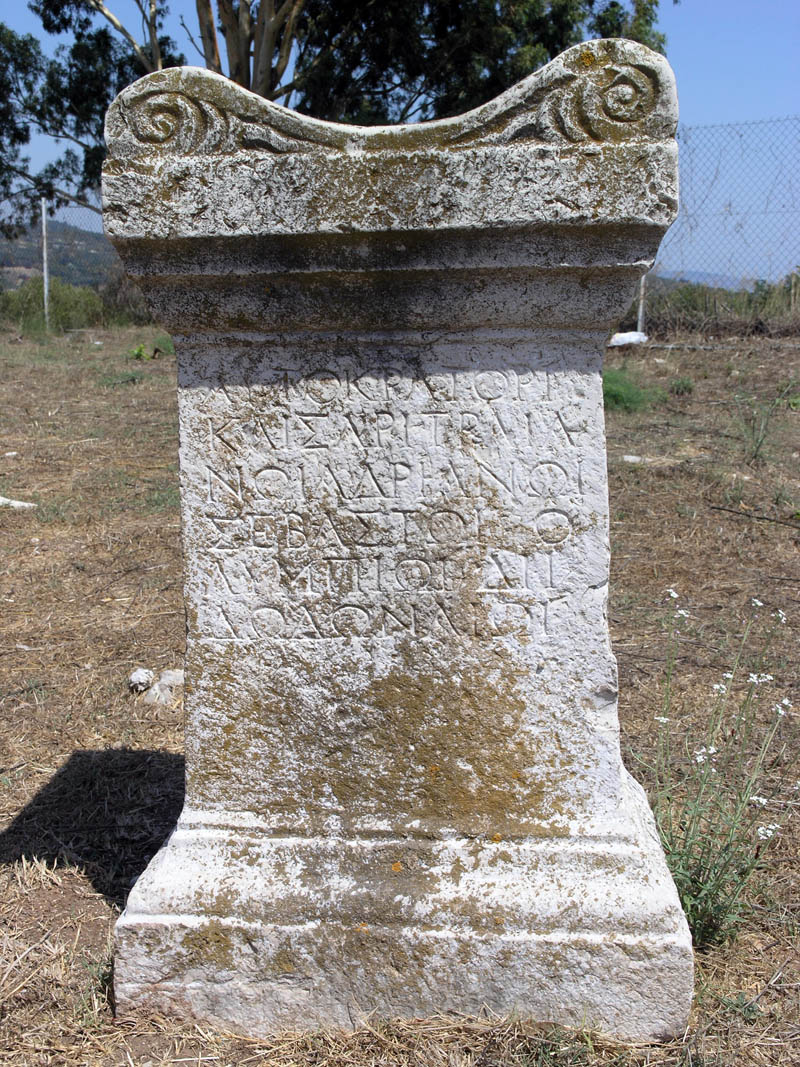
Dédicace à l'empereur Hadrien assimilé à Zeus Dodonaios.

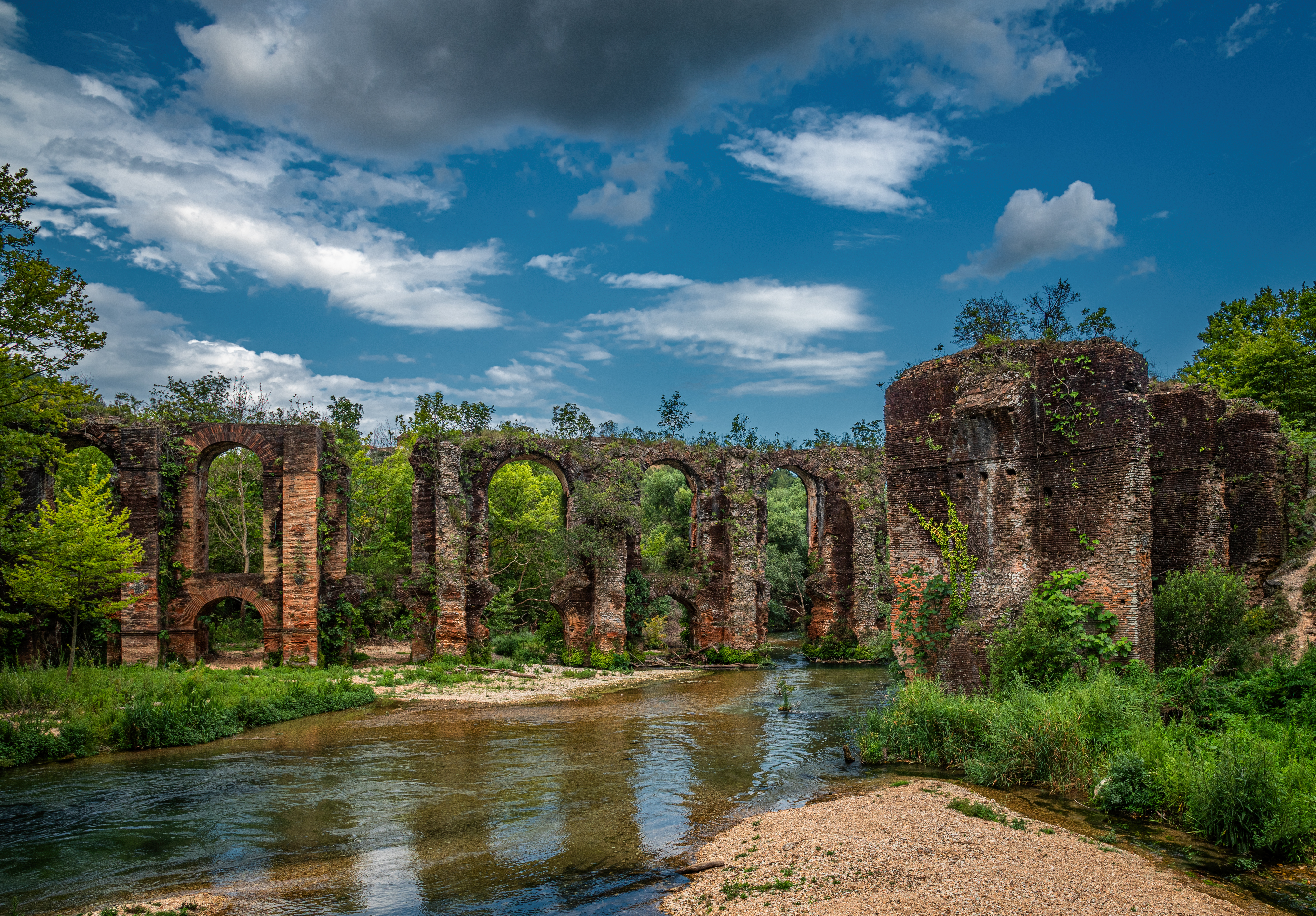
Ρωμαϊκό υδραγωγείο Νικόπολης, Nicopolis d'Épire. Juin 2020.

Nicopolis est exposée très tôt à la doctrine chrétienne : c'est de cette ville que saint Paul adresse son épître à Tite en 63, comme il le mentionne lui-même (Tt 3,12). À partir de cette fondation apostolique se développe probablement une communauté chrétienne importante : en est originaire le pape Éleuthère (175-189), l'un des premiers pontifes originaires de la partie grecque de l'Empire, et l'on sait par Eusèbe de Césarée qu'Origène d'Alexandrie se rend dans la ville, dans la première moitié du IIIe siècle, et y découvre une traduction grecque rare de l'Ancien Testament.
La fin du IIIe siècle est, comme pour tout l'Empire, une époque de troubles : la ville est attaquée par les Goths et les Hérules à leur retour du raid qui les a menés jusqu'à Athènes, mais parvient à éviter le pillage grâce à des fortifications de fortune. Il semble toutefois que la ville perd à cette époque beaucoup de son importance et de sa réputation pour ne devenir qu'un centre provincial. Lors de la réorganisation administrative de l'Empire, Dioclétien en fait d'ailleurs la capitale de la nouvelle province d'Epirus Vetus, qui comprend l'Épire, l'Acarnanie et les îles de Corcyre et d'Ithaque. Elle est aussi une capitale ecclésiastique, le siège de la métropole d'Épire : son évêque Héliodoros est attesté au concile de Serdica en 343. Mais la ville reste diminuée : en 362, le rhétoricien et consulaire Claudius Mamertinus souligne la ruine de certains de ses plus importants monuments lorsqu'il félicite l'empereur Julien pour son œuvre de restauration. Dans le cadre de sa politique de réaction païenne, ce dernier réactive le concours des Actia.

### Nicopolis paléochrétienne

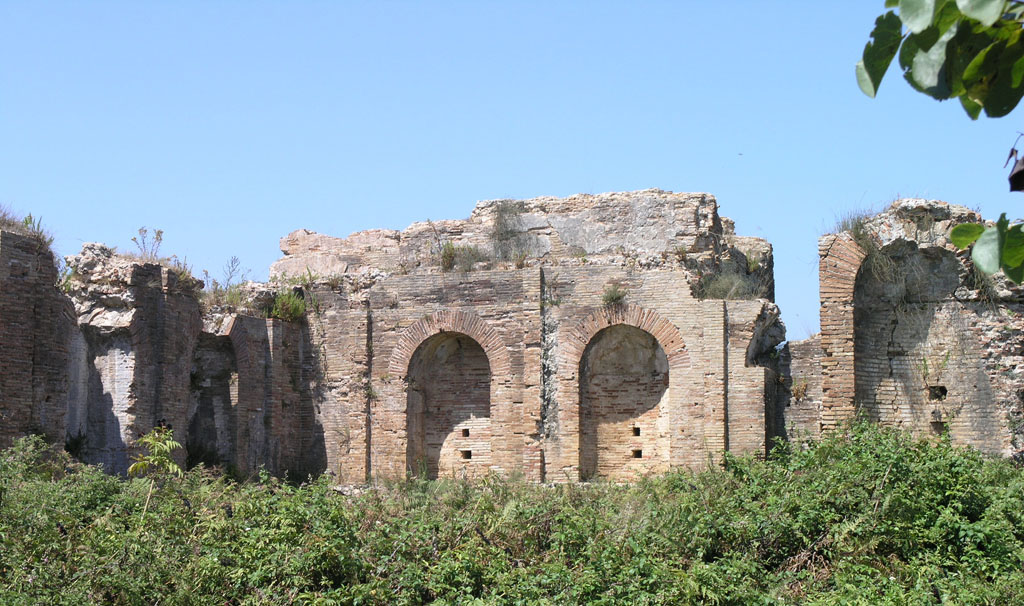
Nymphée romain (voir plan, n° 7).

Au Ve siècle, l'Épire en général et Nicopolis en particulier souffrent de nouveau de nombreuses invasions barbares : ce sont d'abord les Visigoths d'Alaric qui ravagent la région au début du siècle, puis, en 474-475, la ville est pillée par les Vandales de Genséric qui en réduisent la population en captivité. En 551, ce sont cette fois les Ostrogoths de Totila qui la ravagent.
C'est à la suite d'une de ces deux dernières attaques, plus probablement celle des Vandales, que le cadre urbain est profondément transformé avec la construction d'une nouvelle enceinte imposante à l'intérieur de l'ancien circuit fortifié sur l'angle nord-est duquel elle s'appuie partiellement. Elle serait ainsi due à l'empereur Anastase plutôt qu'à Justinien, dont Procope précise pourtant qu'il « rénova » Nicopolis, probablement après l'attaque vandale.
Ce phénomène de réduction de l'aire urbaine est général dans toute la péninsule balkanique et au-delà : la ville paléochrétienne ainsi protégée ne fait qu'un sixième en surface (25 ha) de la ville romaine, et de nombreux monuments civiques en sont laissés à l'extérieur (notamment le forum et l'odéon). Mais c'est à l'intérieur de cette puissante fortification que la ville retrouve une indéniable prospérité, dont témoignent les nombreuses basiliques chrétiennes, richement décorées, qui y sont construites. Le développement du christianisme à Nicopolis est également attesté par la participation de l'évêque de la ville, Attikos, au Concile de Chalcédoine en 451. Il vaut de noter que la métropole est à cette époque, et jusqu'en 732-733 rattachée administrativement à l'Église de Rome, comme tout l'Illyricum occidental.
L'arrivée des Avaro-Slaves dans la péninsule balkanique à la fin du VIe siècle signe certainement le terme de ce renouveau, bien que l'on manque de sources précises concernant Nicopolis à cette époque.

### Nicopolis byzantine

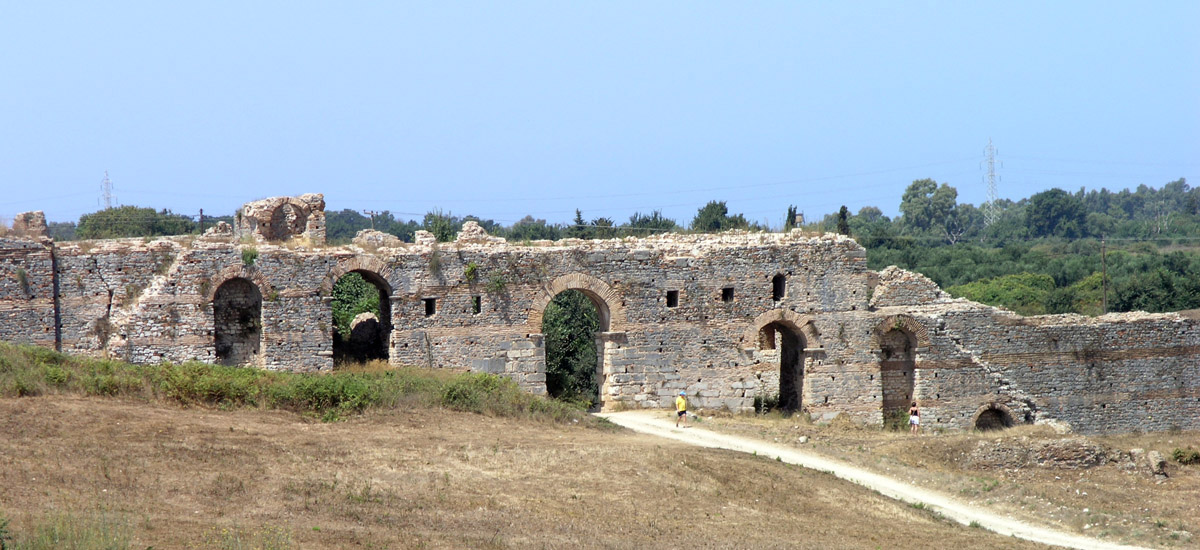
Courtine ouest du rempart paléochrétien et porte dite Arapoporta (voir plan, no 17)

La ville ne connaît toutefois pas le sort de nombreuses métropoles romaines de la région et survit, diminuée, encore quatre siècles. La réorganisation administrative et militaire de l'Empire à l'époque mésobyzantine se traduit en Épire par la création d'un thème de Nicopolis, dont la capitale est toutefois Naupacte et non la ville éponyme, qui devait néanmoins encore exister. La sigillographie recense de nombreux sceaux de stratèges de Nicopolis (une dizaine), le commandant du thème, mais aussi d'autres officiers et fonctionnaires (juges, tourmarques, protonotaires), datés des IXe et Xe siècles.
Naupacte supplante également Nicopolis comme capitale religieuse de la région : le siège métropolitain y est transféré à la même époque (VIIIe siècle), et Nicopolis redevient un simple évêché.
Le déclin de la ville est accéléré par de nouvelles attaques : celles des Arabes en 827-829 sous le règne de l'empereur Michel II, puis en 877-879, celles des Bulgares ensuite, en 929 et en 1034 (révolte de Pierre Dolianos). La destruction finale de la ville intervient à la fin du XIe siècle : les derniers habitants se réfugient pour une grande partie à l'extrémité sud de la presqu'île où ils fondent la ville de Prévéza, près de l'un des anciens ports de Nicopolis.

## L'exploration archéologique
Paradoxalement, le site de Nicopolis reste encore largement inexploré alors même qu'il est connu depuis la Renaissance (Cyriaque d'Ancône le mentionne pour la première fois en 1436) et qu'il a fait l'objet de nombreuses fouilles depuis le début du XXe siècle. Un premier aperçu des vestiges est donné par le voyageur William Martin Leake qui visite le site le 24 juin 1805 : le plan de la ville dressé par l'architecte, T. L. Donaldson, localise et identifie déjà la plupart des monuments fouillés par la suite. L'exploration archéologique commence sitôt la fin de la deuxième guerre balkanique et la libération de l'Épire de la domination ottomane en 1913 : avec le concours financier de la Société archéologique d'Athènes, Alexandre Philadelpheus fouille, en 1913-1914, l'église de l'Analipsi, et identifie la « résidence épiscopale » ; en 1915-1918, il dégage la Basilique A (Basilique de Doumetios) ; en 1921, il commence l'exploration de la Basilique B (Basilique d'Alkison) et organise le premier musée local dans le sous-sol de la mairie de Prévéza. Il le transfère en 1924 dans la mosquée de la ville. L'intérêt que ses découvertes suscitent se mesure par l'octroi régulier de subventions importantes par la municipalité de Prévéza, ainsi que par la collaboration d'autres archéologues : Georges Sotiriou donne un tour plus scientifique aux fouilles des basiliques, et Anastassios Orlandos fait le premier relevé des remparts. C'est avec ces deux archéologues que la découverte de la ville chrétienne s'accélère : ils collaborent ensemble pour compléter la fouille des deux premières basiliques jusqu'en 1930, puis celle de la Basilique C en 1937-1938.
De nouvelles fouilles grecques sont interrompues en 1940 par la Seconde Guerre mondiale. Les occupants italiens ne négligent pas pour autant le site et procèdent à des relevés architecturaux systématiques de qualité. Le site souffre toutefois des bombardements, en particulier la Basilique C, et surtout le musée : la destruction de la mosquée de Prévéza est en effet suivie du pillage des collections archéologiques qui y étaient préservées, dont il ne subsiste plus que des fragments architecturaux et de sarcophages.
L'exploration archéologique ne reprend véritablement qu'en 1956 lorsque A. Orlandos mène la fouille de la basilique D. En 1959, il collabore avec D. Pallas à l'exploration de la villa de Ftelia. L'éphore d'Épire, Sotirios Dakaris, préside à la construction d'un musée sur le site même pendant les années 1960. Mais l'essentiel des activités des autorités archéologiques vise désormais la restauration et la conservation des vestiges de Nicopolis, et les fouilles sont pour l'essentiel arrêtées jusqu'aux années 1990. Elles reprennent alors sur une petite échelle, en relation avec l'aménagement général du site : l'éphorie byzantine mène ainsi des fouilles de sauvetage autour de la basilique A entre 1991 et 1998. En 1998, une subvention européenne permet de restaurer mais aussi de fouiller la courtine sud des fortifications urbaines. Les fouilles conduites en 2023 dans une zone à l'ouest de l'odéon permettent d'étendre les connaissances sur l'organisation urbaine de la ville romaine. Des vestiges appartenant à l'agora, dont ce qui pourrait être un Sebasteion, sont mis au jour.